# Карлос Льямоса
Карлос Льямоса (англ. Carlos Llamosa, нар. 30 червня 1969, Пальміра, Вальє-дель-Каука, Колумбія) — футболіст США колумбійського походження, що грав на позиції захисника.
Виступав за національну збірну США.

## Клубна кар'єра
У дорослому футболі дебютував 1986 року виступами за команду колумбійського клубу «Кольмена», в якій провів три сезони. 1990 року грав за «Атлетіко Уїла».
Згодом емігрував до США, де 1995 року поновив виступи на футбольному полі, грав за «Нью Йорк Сентаурс», «Ді Сі Юнайтед» та «Маямі Ф'южн».
Своєю грою за останню команду привернув увагу представників тренерського штабу клубу «Нью-Інгленд Революшн», до складу якого приєднався 2002 року. Відіграв за команду з Массачусетса наступні три сезони своєї ігрової кар'єри.
Завершив професійну ігрову кар'єру у клубі «Чівас США», за команду якого виступав протягом 2006—2007 років.

## Виступи за збірну
1998 року дебютував в офіційних матчах у складі національної збірної США. Протягом кар'єри у національній команді, яка тривала п'ять років, провів у формі головної команди країни 29 матчів.
У складі збірної був учасником розіграшу Кубка конфедерацій 1999 року в Мексиці, на якому команда здобула бронзові нагороди, розіграшу Золотого кубка КОНКАКАФ 2000 року у США, чемпіонату світу 2002 року в Японії та Південній Кореї.